# Capelins (Santo António)
Capelins (Santo António) ist eine Gemeinde des portugiesischen Kreises Alandroal. In Capelins leben 398 Einwohner (Stand 19. April 2021) auf einer Fläche von 87,1 km².